# Mistrzostwa Europy w Strzelaniu do Rzutków 1956
Mistrzostwa Europy w Strzelaniu do Rzutków 1956 – pierwsze mistrzostwa Europy w strzelaniu do rzutków. Odbyły się w hiszpańskim San Sebastián.
Rozegrano cztery konkurencje. W klasyfikacji medalowej najlepsi okazali się reprezentanci Libanu.

## Klasyfikacja medalowa
Gospodarze mistrzostw
| Pozycja | Kraj             | Złoto | Srebro | Brąz | Łącznie |
| ------- | ---------------- | ----- | ------ | ---- | ------- |
| 1       | Liban            | 2     | 2      | 0    | 4       |
| 2       | Francja          | 2     | 0      | 0    | 2       |
| 3       | Grecja           | 0     | 1      | 0    | 1       |
| 3       | Włochy           | 0     | 1      | 0    | 1       |
| 5       | Królestwo Egiptu | 0     | 0      | 1    | 1       |
| 5       | Hiszpania        | 0     | 0      | 1    | 1       |
| 5       | Portugalia       | 0     | 0      | 1    | 1       |
| 5       | RFN              | 0     | 0      | 1    | 1       |

## Wyniki
| Konkurencja      | Złoto                           | Wynik    | Srebro             | Wynik  | Brąz              | Wynik  |
| Skeet            | Albert Voisin                   | 97/100   | Ioannis Christides | 94/100 | Guy de Valle Flor | 92/100 |
| Skeet, drużynowo | Francja Albert Voisin ?         |          | Liban ?            |        | Hiszpania ?       |        |
| Trap             | Maurice Tabet                   | 197 pkt. | Aref Diab          |        | Rudolf Sack       |        |
| Trap, drużynowo  | Liban Maurice Tabet Aref Diab ? |          | Włochy ?           |        | Egipt ?           |        |